# Sierra del Moncayo
La sierra del Moncayo es una cadena montañosa de 15 km de largo y unos 7 km de ancho situada entre las provincias de Zaragoza en Aragón y Soria en Castilla y León. La cumbre más alta el Moncayo o San Miguel (2314 m), es el punto más alto del Sistema Ibérico, de 500 km de longitud. Las cumbres más altas de la cresta suelen estar cubiertas de nieve entre octubre y mayo de cada año.

## Descripción
Además del pico San Miguel, el macizo del Moncayo incluye otros dos picos que son casi idénticos y están situados muy cerca uno del otro, el Cerro San Juan (2283 m) y Peña Lobera (2226 m).
Esta montaña fue mencionada como Mons Caius por Marcial en tiempos de la Antigua Roma.
La ciudad grande y más cercana al Moncayo es Tarazona, con muchos edificios antiguos e históricos, situada en el lado norte del macizo a 10 km de distancia. También hay pueblos más pequeños cerca de la montaña.
La sierra de Nava Alta y la sierra del Bollón son prolongaciones orientales del macizo del Moncayo.

## Geografía
La Sierra del Moncayo se extiende desde el Arroyo de la Vega -afluente del río Rituerto y éste, del río Duero- en Ólvega al noroeste, hasta el río Isuela, en Calcena al sureste, a lo largo de 27,3 kilómetros, en una clara sucesión de cimas de relieve suave de más de 2000 metros: Peña Negrilla (en el extremo noreste, 2117 m s. n. m.); Pico de San Miguel o del Moncayo (2315 m s. n. m.); Cerro de San Juan (2282 m s. n. m.) ; Alto del Corralejo (2277 m s. n. m.); Alto del Moncayo o Peña Lobera (2226 m s. n. m.) y el Alto de la Majada Alta (2008 m s. n. m., en el extremo sureste). Por debajo de los 2000 metros quedan el cabezo del Cahíz (1822 m s. n. m.); la muela de Forcalluelo (1715 m s. n. m.) y La Tonda (1498 m s. n. m.). Mientras que su anchura, de unos 19 kilómetros, está delimitada por el río Araviana, que discurre paralelo al suroeste y el río del Val hasta Los Fayos -afluente del río Queiles y éste del río Ebro y el Barranco de la Huecha -que desemboca en el río Huecha, afluente del río Ebro- al este-noreste.

## Climatología
Basándose en la evidencia del tipo de vegetación que crece en las laderas de la Sierra del Moncayo ya se podría inferir unas temperaturas medias y una pluviosidad determinada. La presencia de carrascales en las zonas más bajas se correlacionan con unas precipitaciones medias en torno a los 400 mm por metro cuadrado y año y 14 °C de media[cita requerida], mientras que los hayedos precisan de un mínimo de 1000 litros por metro cuadrado y unas temperaturas de unos 5-10 °C de media anual[cita requerida]. 
Estudios realizados con el objeto de reconstruir las temperaturas de este paraje con escasas estaciones meteorológicas, respaldan estas afirmaciones.  Así, mientras que a 500 m s. n. m. las temperaturas medias se sitúan por debajo de los 14 °C, a 1800 m s. n. m. no llegan a los 8 °C Es decir, un descenso de 6° °C en 1300 m: -0,46°/100 metros.
Otros estudios sobre distribución de las precipitaciones concluyen que se reparten con la altitud, con la isoyeta de más de 1400 mm por encima de los 2000 m s. n. m. y a partir de aquí una reducción de las precipitaciones de 119,89 mm por cada 100 metros de descenso

## Fauna

### Avifauna de laSierra del Moncayo
La diversidad de aves varía de un punto a otro de la Sierra del Moncayo, pero hay un patrón de reducción de ésta conforme se asciende. Así, mientras que en Agramonte se encuentran hasta 31 especies de aves, en el Santuario del Moncayo sólo hay 18.
La diferencia  está en la climatología. Además, la composición de la avifauna también varía. Mientras que Agramonte es un bosque de pinos silvestres alternando con carrascas y algún roble, el Santuario se ubica en el límite superior del hayedo, alternando con canchales, rodales de pinos silvestres, de pinos negros y retazos de prados. Esa diferencia de hábitats marca la presencia o ausencia de determinadas aves. 
```
Paloma Torcaz	     Paloma Torcaz 
Buitre Leonado	     Cuco Común 
Milano Real          Buitre Leonado
Milano Negro	     Águila Real 
Pico Picapinos	     Azor Euroasiático 
Arrendajo            Busardo Ratonero 
Cuervo Grande	     Torcecuello Euroasiático
Carbonero Garrapinos Pico Picapinos
Herrerillo Capuchino	
Carbonero Común	     Carbonero Garrapinos
Alondra Común	     Herrerillo Capuchino 
Avión Roquero	     Herrerillo Común
Avión Común          Carbonero Común 
Reyezuelo Sencillo   Alondra Totovía
Reyezuelo Listado    Mosquitero Papialbo
Agateador Europeo    Mosquitero Común 
Chochín Paleártico   Mito Común 
Zorzal Charlo	     Curruca Capirotada
Mirlo Común          Curruca Cabecinegra
Petirrojo Europea    Curruca Carrasqueña
Colirrojo Tizón	     Reyezuelo Listado
Acentor Común	     Trepador Azul
Lavandera Blanca     Agateador Europeo
Bisbita Arbóreo	     Chochín Paleártico 
Bisbita Alpino	     Zorzal Charlo
Pinzón Vulgar	     Zorzal Común 
Piquituerto Común    Mirlo Común 
Verderón Serrano     Petirrojo Europeo
Jilguero Lúgano	     Tarabilla Europea 
Escribano Nival	     Acentor Común 
Escribano Montesino  Gorrión Común 
Lavandera Cascadeña
Pinzón Vulgar 
Piquituerto Común
Jilguero Lúgano

```

Listado de especies en el Santuario del Moncayo (izda) y Agramonte (dcha) 
Con todo, a la vista de las listas de especies citadas, aún hay más lecturas que hacer. Así, la presencia de curruca carrasqueña o cabecinegra en Agramonte indica un clima más cálido y seco, propio de ambientes mediterráneos, mientras que la bisbita, piquituerto o escribano nival indica la existencia de prados cuasi-alpinos, y en el caso del piquituerto, los bosques de coníferas. 
Finalmente, comparando los listados arriba adjuntos con el listado oficial de avifauna de, de la Zona de Especial Conservación para las Aves (ZEPA) -que engloba toda la Sierra del Moncayo- asciende a un total de 86 especies de aves, evidenciando la enorme riqueza de este lugar, debido a la gran cantidad de hábitats que allí se encuentran.